# Carvico
Carvico is een gemeente in de Italiaanse provincie Bergamo (regio Lombardije) en telt 4355 inwoners (31-12-2004). De oppervlakte bedraagt 4,4 km², de bevolkingsdichtheid is 1035 inwoners per km².

## Demografie
Carvico telt ongeveer 1676 huishoudens. Het aantal inwoners steeg in de periode 1991-2001 met 5,6% volgens cijfers uit de tienjaarlijkse volkstellingen van ISTAT.
| Jaar | Inwoneraantal |
| ---- | ------------- |
| 1991 | 3923          |
| 2001 | 4141          |
| 2004 | 4355          |

## Geografie
De gemeente ligt op ongeveer 287 m boven zeeniveau.
Carvico grenst aan de volgende gemeenten: Calusco d'Adda, Pontida, Sotto il Monte Giovanni XXIII, Terno d'Isola, Villa d'Adda.